# 사카구치 히로노부

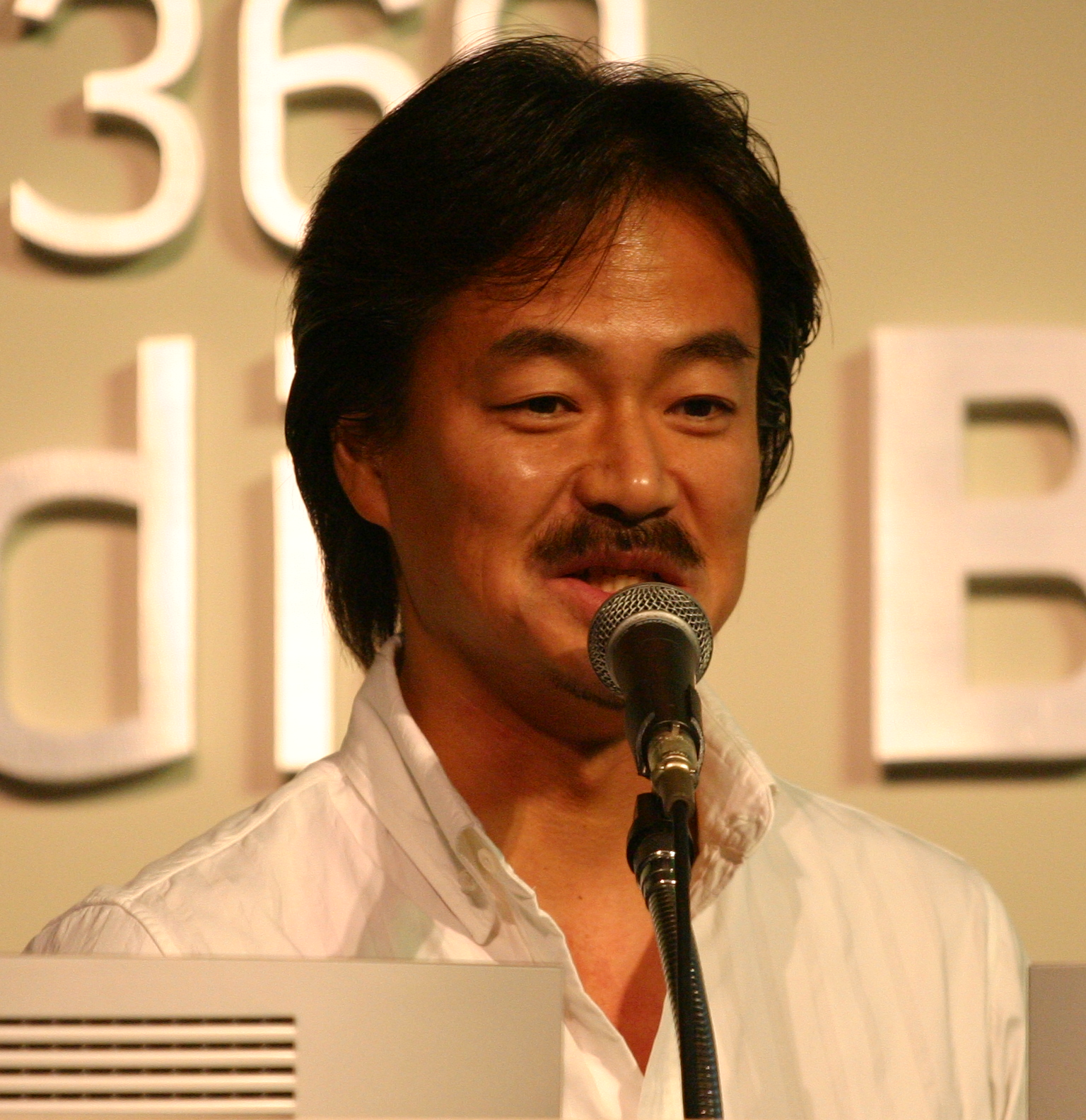
사카구치 히로노부

사카구치 히로노부(일본어: 坂口博信, 1962년 11월 25일 ~ )는 일본의 게임 디자이너이다. 이바라키현 히타치시에서 태어났으며, 현재는 하와이에 거주중이다. 세계적인 인기 RPG 파이널 판타지 시리즈를 만든 사람으로 알려져있다. 게임 제작 회사 미스트워커 대표이기도 하다.